# 유평 (안륙후)
유평(劉平, ? ~ ?)은 전한 말기의 제후로, 초사왕의 아들이다.

## 행적
원시 원년(1년), 안륙후(安陸侯)에 봉해졌다.
안륙후 평 8년(8년), 작위가 박탈되었다.
《후한서》에 따르면 형제 초왕 유우에게는 원향후 유평(原鄕侯 劉平)이라는 동복동생이 있었는데, 본 문서의 유평과 동일인물인지는 알 수 없다.

## 출전
- 반고, 《한서》 권15하 왕자후표 下